# Hélène Rytmann
Hélène Rytmann, bekannt als Hélène Legotien oder Hélène Legotien-Rytmann (geboren am 15. Oktober 1910 in Paris; gestorben am 16. November 1980 ebenda) war eine französische Soziologin und kommunistische Widerstandskämpferin gegen den Nationalsozialismus.
Rytmann wurde 1980 von ihrem Ehemann, dem Philosophen Louis Althusser, ermordet. Die Tat erregte großes Aufsehen insbesondere in den französischen Medien.

## Leben
Hélène Rytmann wurde 1910 in Paris in eine jüdische Familie russischer und litauischer Herkunft geboren. Ihre Eltern, Benjamin und Rebecca Ritmann, waren 1907 vor den antijüdischen Pogromen im russischen Kaiserreich nach Frankreich geflohen. Sie wuchs mit zwei Geschwistern auf.
Rytmann war seit den 1930er Jahren Mitglied der Kommunistischen Partei Frankreichs. Sie studierte Geschichte und Literatur, wollte in die Filmbranche und arbeitete zeitweise als Regie-Assistentin bei Jean Renoir. 1941 war sie Redakteurin des Literaturmagazins Cahiers du Sud. Sie schrieb auch einige Filmkritiken für die Zeitschriften Combat und Esprit. Ihr Bruder Joseph Rytmann (1903–1983) betrieb ab 1933 verschiedene Kinos in Paris.
Hélène Rytmann und Louis Althusser waren ab 1946 Lebensgefährten; sie heirateten 1975. Ihre Beziehung wurde jahrzehntelang überschattet von depressiven Episoden Althussers und bewegte sich zwischen Distanz und Nähe. Rytmann war politisch nach 1945 nicht offen in Erscheinung getreten, ihr wird aber ein großer Einfluss auf Althusser, seine Hinwendung zum Marxismus und seine Schriften zugesprochen.

## Résistance
Während der deutschen Besetzung Frankreichs weigerte sich Rytmann, den von den Nazis ab 1941 geforderten Judenstern zu tragen und schloss sich dem französischen Widerstand an. Als Widerstandskämpferin war sie eine Genossin von Jean Beaufret und gehörte der Division „Périclès“ der Résistance an. Sie war mit Albert Camus und seiner Gruppe in Kontakt und wurde später Verbindungsperson für die Francs-tireurs et partisans. In dieser Zeit gliederte sie sich wieder in die Kommunistische Partei ein, wurde dann aber in den 1950er Jahren wegen „trotzkistischer Abweichung“ und „Verbrechen“ ausgeschlossen. Ihr wurde vorgeworfen, an Massenhinrichtungen ehemaliger Nazi-Kollaborateure in Lyon beteiligt gewesen zu sein. Nach Meinung von Élisabeth Roudinesco war sie ein Opfer des Stalinismus.  Ihr Deckname während der Résistance lautete „Legotien“. Sie behielt ihn fortan bei.

## Soziologische Karriere
Hélène Legotien begann 1951 als Schreibkraft in der Organisation für wirtschaftliche Zusammenarbeit und Entwicklung zu arbeiten und war 1955 „Studienmanagerin“. Im selben Jahr schloss sie sich einem Team von rund fünfzig Forschern an, die unter der Leitung von Alain Touraine eine groß angelegte Untersuchung zum Thema „Arbeiterbewusstsein“ durchführten. In diesem Zusammenhang wurde Legotien zu Feldforschungen unter den Arbeitern in Montceau-les-Mines geschickt. Anschließend beteiligte sie sich an der Untersuchung, die Pierre Naville zwischen 1957 und 1959 dem Thema „Automatisierung und menschliche Arbeit“ widmete. Als einzige Frau vor Ort untersuchte sie die Veränderungen in der Arbeitsorganisation des französischen Unternehmens Imprimerie Nationale und war Mitautorin von Kapitel 3 des von Naville geleiteten Untersuchungsberichts.
1959 wurde Rytmann von der SÉDÉS (Gesellschaft für Studien zur wirtschaftlichen und sozialen Entwicklung) eingestellt. Innerhalb dieser privaten Tochtergesellschaft der staatlichen Caisse des Dépôts et Consignations übernahm sie Dokumentationsaufgaben, bevor sie für Studien zuständig wurde und mehrere landsoziologische Berichte verfasste, die sich kritisch mit den Folgen der Entwicklung der kommerziellen Landwirtschaft befassten, in Frankreich wie in den ehemaligen französischen Kolonien in Subsahara-Afrika. Zusammen mit ihren Vorgesetzten und Kollegen aus der Wirtschaft plädierte sie für die Gestaltung schlankerer Maßnahmen zur ländlichen Entwicklung, die sich stärker auf das agrarische Wissen der lokalen Bevölkerung stützen sollten. Auch auf methodischer Ebene plädierte sie für schlanke Erhebungsmethoden und orientierte sich am Ansatz des italienischen Sozialreformers Danilo Dolci. 1976 ging sie in den Ruhestand und verließ die SÉDÉS. Ihr beruflicher Ruhestand hinderte sie nicht daran, weiterhin soziologische Untersuchungen durchzuführen.
Zuletzt war Rytmann an einer Studie für das Kulturministerium zum Gedächtnis der Arbeiterklasse und zum sozialen Wandel in Port-de-Bouc beteiligt. Der Abschlussbericht Du chantier naval à la ville: la mémoire ouvrière de Port-de-Bouc wurde 1984 mit der Widmung „A la mémoire de Hélène Legotien“ veröffentlicht.

## Ermordung
Am 16. November 1980 wurde Hélène Rytmann in ihrer gemeinsamen Wohnung an der École normale supérieure von ihrem Ehemann erwürgt. Bevor er verhaftet werden konnte, brachten ihn Freunde in eine psychiatrische Anstalt. Der Mord wurde nie vollständig aufgeklärt. Im Januar 1981 wurde Louis Althusser gemäß Artikel 64 des französischen Strafgesetzbuchs für verhandlungsunfähig befunden, wobei der Untersuchungsrichter eine „verringerte Verantwortung“ aufgrund einer Geisteskrankheit geltend machte.
Hélène Rytmann ist im jüdischen Teil des Pariser Friedhofs von Bagneux beerdigt.
Althusser schrieb über seine Tat 1985 in seiner Autobiografie L'avenir dure longtemps (1992 als Die Zukunft hat Zeit auf Deutsch erschienen), die posthum erschien.

## Vermächtnis
John Banvilles Roman Shroud aus dem Jahr 2002 wurde teilweise vom Mordskandal um Hélène Rytmann inspiriert.
In einer Rezension zum Nachschlagewerk der französischen Soziologin Michèle Bitton mit dem Titel 110 femmes juives qui ont marqué la France – XIXe et XXe siècles (deutsch: 110 jüdische Frauen, die Frankreich geprägt haben – 19. und 20. Jahrhundert) schrieb der US-amerikanische Autor Benjamin Ivry in der Zeitschrift The Forward, Rytmann sei ebenfalls eine solche Frau gewesen und es sei „höchste Zeit, dass Hélène Rytmann als individuelle Persönlichkeit gewürdigt in Erinnerung bleibt.“
Der britische Schriftsteller Richard Seymour kritisierte in einem Essay, dass Hélène Rytmann nie mit ihren ganz eigenen Qualitäten in den Blick kommt, wenn es um die Umstände ihres Todes geht. Der französische Journalist K. S. Karol macht auch darauf aufmerksam, dass Rytmann nicht als eigenständige Person mit eigenem Charakter wahrgenommen wurde.